# Sully-sur-Loire
Sully-sur-Loire /syˈli syʀ lwaʀ/ è un comune francese di 5 684 abitanti situato nel dipartimento del Loiret nella regione del Centro-Valle della Loira.

## Monumenti e luoghi d'interesse
- Castello di Sully-sur-Loire, appartenuto al duca di Sully, ministro di Enrico IV di Francia. Il corpo centrale dell'edificio è trecentesco, ma agli inizi del XVII secolo furono aggiunti alcuni torrioni.

## Società

### Evoluzione demografica
Abitanti censiti

## Amministrazione

### Gemellaggi
- Béthune, Francia
- Bradford on Avon, Regno Unito